# コラショ
コラショ（ラテン文字表記：Korasho）は、ベネッセコーポレーションの通信教育講座「進研ゼミ小学講座（小学3年まで）」に登場するマスコットキャラクターである。
1998年に初登場。それまでの「ポコ」「かにまる」の後継キャラクターとして起用されている。

## 来歴
1996年、編集室で新しいキャラクターの企画が開始した。「小学生に寄り添うキャラクター」という観点からランドセルをモチーフにすることが決まり、小学1年生がランドセルを背負うときの掛け声の「よっこらしょ」から「コラショ」と命名された。

## 設定
- コラショはうさぎに似ているが、実際はランドセルの妖精であり、背中にポケットがあるのがランドセルの証である[5]。ウサギの耳に見える部分は、ランドセルの肩ベルトである。
- 食べることが好きで、特にシュークリームが好き[6]。好き嫌いはない。
- ラッキーの家に住むうさぎのめめが好き。
- 「コラショパワー」と呼ばれる力を持っている。周りにあるものに対してのみ有効な能力で、話したり動いたりできるようにする力がある。ただし、「コラショパワー」を使うとお腹が減ってしまうため、頻繁には使わない。
- 歌に関しては音痴だが自覚はない。
- 小学校入学（新小学1年生）前の時期（例年2月前後）に放送される「チャレンジ1ねんせい」のテレビCMや、教材の付録ビデオ等で登場するときの声は大谷育江が担当。
- 口癖は「だいじょうぶ、だいじょうぶ」[3]。
- 登場初期と比べデザインも変遷しており、当初は顔が大きく肉付きがよかったが、次第に小顔・細身になり足も少し長くなった[7]。

## キャラクター

### メインキャラクター
コラショ
声 - 大谷育江
この物語の主人公。ランドセルの妖精。少しおっちょこちょいなこともある。誕生日（キッズのところにランドセルとして来た日）は1月1日。
キッズ（本名：井上きずな）
声 - 岡村明美
コラショの居候先の男の子。コラショとは兄弟の様に仲がいい。実家はケーキ屋「トルテ」を経営している。誕生日は7月10日。工作とサッカーが得意。なお、頭の髪型は寝癖である。
ラッキー（本名：村木こすも）
声 - 遠藤勝代→森谷里美
キッズの幼なじみで隣の家に住む女の子。
ラッキーの家の庭からドアを使ってキッズの家の庭に行けるようになっていることが『はてなはっけんブック』2010年6月号で判明した。
4歳年上の姉（はるか）がいる。実家はコンビニ「ラッキー24」を経営している。ピアノとバレエを習っている。誕生日は2月14日。なお、2001年度まで（ビデオのオープニングは2003年度まで）は2・3年生のみの登場だった。
いけのカンがえる
声 - 大川透、浜田賢二（一部作品）
通称「カンがえる」。頭に缶を乗せているカエル。元々は空き缶の中で冬眠していた普通のカエルだったが、コラショパワーを受けてしまい人格を得た。キッズの部屋のベランダに住む。読書が趣味で、200冊以上の本を読んでいる。誕生日（オタマジャクシになった日）は6月6日。
うさぎのめめ
声 - 増田ゆき
通称「めめちゃん」。ラッキーの家に住むうさぎ。元々はラッキーが誕生日プレゼントとしてもらったぬいぐるみだったが、コラショが一目惚れしてコラショパワーをかけた。泣き出すと止まらない。誕生日（ラッキーのところに来た日）はラッキーの誕生日でもある2月14日。

### 「チャレンジ2年生」にのみ登場するキャラクター

#### 漢字せんにん
声 - 不明
仙人のような姿をしており、多くのシーンで雲に乗っている。漢字の部首の説明や書き順を教えることを主な仕事としており、テキストやふろく冊子にも複数回登場する。

### 「チャレンジ3年生」にのみ登場するキャラクター
ブン兄ちゃん
声 - 古川登志夫
「チャレンジ3年生」編集部員。超ポジティブな好青年。腕を一分間に60回以上回すことができる。本名は「中村文一(なかむら ふみかず)」。5月23日生まれ（23歳）。家族構成は父、母、犬（シバ吉）。
くりけいかん
声 - 一龍斎貞友
元はブン兄ちゃんの家の栗の木に実った栗で作られた焼き栗だったが、「3年生のみんなが計算と漢字をがんばるにはどうしたらいいか」と悩むブン兄ちゃんの手助けをしたいと考え、コラショパワーで誕生した。「くり」かえし「けい」さんと「かん」じをがんばる手助けをする、ということで名前がついている。警官の格好をしている。
コラショ、キッズ、ラッキー、いけのカンがえる、うさぎのめめ以外のキャラクターについては、各年度によって違うことがある。また、小3講座以上ではニャッチというキャラクターがコラショの代わりとして登場し、小4講座以上はブン兄ちゃんのような編集部員という設定の人物キャラクターが複数登場し、マスコットキャラクターは基本的に使用しない。

### サブキャラクター
加藤 しんや
声 - くまいもとこ
通称「しんちゃん」。幼稚園児の頃は「しんちゃん3号」と呼ばれていたが、本人は嫌がっていた。

## めざましコラショ
『チャレンジ1ねんせい』の毎年4月号に付属する、コラショをモチーフとした目覚まし時計。2000年に配布が開始され、2018年時点で累計610万台以上を出荷している。なお、1998年・1999年は、コラショパワーをかけられた朝寝坊の癖がある時計「ネムロー」の目覚まし時計、1997年以前は「ポコ」の目覚まし時計が配布されていた。

## ワーク
ベネッセが発行する『入学の準備　国語・算数ワーク』の表紙にコラショが描かれている。

## アニメ

### OVA
2007年から小学校入学を控えた年長児向けにコラショが登場するアニメが制作されており、子供を持つ家庭や幼稚園・保育園に宣伝用DVDとして配布されている。2017年度のDVD配布枚数は600万枚以上、YouTubeでの再生回数は全作品計で1500万回以上に達する。

### 映画
コラショ誕生20周年の企画の1つとして、『映画コラショの海底わくわく大冒険!』（えいがコラショのかいていわくわくだいぼうけん!）のタイトルで2019年2月1日に公開された。

#### スタッフ
- 原作・製作 - ベネッセコーポレーション
- 監督 - 奥村よしあき
- 脚本 - 広田光毅
- キャラクター原案 - 井上・ヒサト
- キャラクターデザイン・総作画監督 - 荒牧園美
- 生物・プロップデザイン - 槙田一章
- 色彩設計 - 瀬戸治子
- 美術監督 - 岩城万里子
- 撮影監督 - 米谷真一
- 編集 - 丹彩子
- 音響監督 - 長崎行男
- 音楽 - 青木しんたろう
- 制作担当 - 三浦俊一郎
- アニメーションプロデューサー - 西村政行、野村哲史
- プロデューサー - 大竹陽介
- アニメーション制作協力 - シナジーSP
- アニメーション制作 - トムス・エンタテインメント
- 協力 - JAMSTEC Team KUROSHIO
- 配給 - ギャガ、イオンエンターテイメント（配給協力）

#### 主題歌
ひかりのやくそく
作曲・ピアノ演奏 - まらしぃ / 編曲 - 青木しんたろう / 歌 - うちやえゆか feat. まらしぃ